# Vorderlader

Prinzip des Vorderladers:
1. Kugel
2. Pulverladung
3. Zündloch

Der Vorderlader ist die ursprüngliche Form der sogenannten Feuerwaffe. Ein gezogener oder glatter Lauf wird mit Treibladung und Projektil durch die Mündung geladen. Das hintere Ende des Laufes ist fest verschlossen und verfügt nur über ein kleines Zündloch, durch das ein mittels Lunte (Luntenschloss), Feuerstein (Steinschloss), Radschloss oder Zündhütchen (Perkussionswaffe) erzeugter Funke oder Feuerstrahl die Treibladung zündet. Vorderladerwaffen werden klassisch mit Schwarzpulver und einem Bleigeschoss geladen. Dazu kommt bei Pistolen oder Gewehren noch ein Schusspflaster zur Abdichtung. Auch Perkussionsrevolver sind Vorderladerwaffen. Bei diesen werden Pulver und Geschoss jedoch nicht durch die Laufmündung, sondern von vorn direkt in die hinten verschlossene Trommel geladen. Gezündet wird die Ladung mit einem Zündhütchen über ein Piston. Ein Schusspflaster wird nicht benötigt. Das im Durchmesser überkalibrige Geschoss wird durch einen an der Waffe angebrachten Ladehebel in die glatte Trommelbohrung eingepresst. Das Geschoss erhält erst beim Eintritt in den Lauf einen Drall. Vorderladerkanonen verwendeten als Geschosse unter anderem Stein- oder Eisenkugeln sowie Fragmentgeschosse wie Kartätschen.

## Entwicklung der Vorderladerhandwaffen

### Gezogene Läufe
Schon im 15. Jahrhundert wurde erkannt, dass rotierende Geschosse stabiler fliegen als nicht rotierende Geschosse. Deshalb wurden in die Läufe bald Züge eingeschnitten, die schraubenförmig verliefen und dem Geschoss eine Rotation um seine Längsachse (Drall) mitgaben, welche die Flugbahn des Geschosses stabilisierte und dadurch die Genauigkeit sowie die Reichweite der Geschosse bedeutend verbesserte. Das Prinzip des gezogenen Laufs mit Zügen und Feldern wurde im 15. Jahrhundert im deutschsprachigen Raum entwickelt. Namentlich bekannt ist Gaspard Kollner aus Wien, der um 1498 daran arbeitete. Der spiralförmig gerillte (das englische Wort rifle stammt ursprünglich von dem deutschen Wort geriffelt ab) Gewehrlauf, so wie er heutzutage Verwendung findet, wird Augustus Kotter aus Nürnberg 1520 zugeordnet. Diese neuartigen Gewehre mit Zügen und Feldern wurden Büchsen genannt. Das Wort Büchse wurde anfangs für jedes Gewehr angewandt. Erst im 17. Jahrhundert wurden damit Gewehre mit gezogenem Lauf bezeichnet.
Das Laden eines Vorderladers mit gezogenem Lauf ist schwieriger, da das hierfür benötigte passgenaue Geschoss von der Mündung her den ganzen Lauf hinuntergestoßen werden muss. Zunächst wurden daher Rundkugeln mit gefetteten Schusspflastern verwendet. Die Pflaster fungieren als Dichtung und pressen sich beim Schuss in die Züge des Laufes, wodurch der Drall auf das Geschoss übertragen wird. Da das Laden hierbei jedoch relativ viel Zeit und Aufmerksamkeit in Anspruch nahm, benutzten lange Zeit nur Jäger und Scharfschützen gezogene Vorderladerwaffen. Im militärischen Bereich blieb die glattrohrige Muskete trotz ihrer Ungenauigkeit wegen ihrer wesentlich höheren Schussfrequenz bei allerdings wesentlich geringerer Reichweite erste Wahl. Zugleich wurde aber nach Möglichkeiten gesucht, Waffen mit gezogenen Läufen schneller laden zu können.

System Delvigne mit verkleinerter Pulverkammer

Henri Gustave Delvigne, ein französischer Offizier, war der erste, der ab 1826 versuchte, das Gewehr mit gezogenem Lauf zu einer Waffe zu entwickeln, die für die gesamte Infanterie geeignet war. Er erkannte, dass das Geschoss nach dem Einbringen in den Lauf seine Form ändern musste und entwickelte eine verkleinerte Pulverkammer, auf der das (runde) Geschoss auflag und mit mehreren kräftigen Stößen so verbreitert wurde, dass es den Zügen folgte. Das verformte Geschoss veränderte zwar auch die Flugbahn auf Kosten der Genauigkeit, zeigte aber erfolgversprechende Eigenschaften.

Dorngewehr System Thouvenin

Louis Étienne de Thouvenin griff das Prinzip auf. Er hatte die Idee, das unterkalibrige (d. h. minimal kleiner als der Laufdurchmesser) Langgeschoss auf einem Dorn in der Schwanzschraube des Laufes mit kräftigen Stößen mit dem Ladestock so zu erweitern, dass es sich beim Schuss in die Züge presste. Es wurden keine Kugeln mehr verwendet und das Pulver lag um den Dorn herum. Das System hatte den Vorteil, dass man die Gewehre leicht umrüsten konnte, indem man nur die Schwanzschraube ersetzte. Das System hatte aber auch Nachteile: Es musste sehr viel Kraft aufgewendet werden, um das Geschoss auf dem Dorn zu erweitern, und die Reinigung um den Dorn herum erwies sich als schwierig. Auch war der Dorn fehleranfällig und konnte brechen. Trotzdem funktionierte dieses System beeindruckend gut, so dass die Französischen Jäger 1846 damit ausgerüstet wurden.

Minié-Geschoss mit Culot vor/nach dem Abschuss

1849 wurde mit dem Minié-Geschoss das Problem von Hauptmann Claude-Étienne Minié elegant gelöst. Das Geschoss war zylindrisch mit einer konischen oder runden Spitze und leicht unterkalibrig, so dass es sich leicht laden ließ. Der Boden des Geschosses wies eine kleine Mulde auf, die eine kleine Eisentasse („Culot“) enthielt; diese sorgte dafür, dass das Geschoss sich beim Schuss etwas verbreiterte und in die Züge griff. Diese kleine Änderung vervielfachte die mögliche Kampfentfernung und hatte einen großen Einfluss auf die Kriegsführung (z. B. im Krimkrieg 1854 und im Amerikanischen Bürgerkrieg), da man die vorhandenen Musketen nur mit Zügen und Feldern ausstatten musste, was vergleichsweise schnell ging. Das Hinterlader-Zündnadelgewehr stand aber schon bereit, die Vorderlader abzulösen.
Im Jahre 1852 erfanden der englische Gewehrfabrikant Henry Wilkinson und der österreichische Artillerieoffizier Hauptmann Lorenz gleichzeitig, aber unabhängig voneinander, eine weitere Methode, den Durchmesser eines lose passenden Langgeschosses durch die Kraft der Entzündung so zu vergrößern, dass es fest im Lauf saß und den Zügen folgte. Diese Methode bestand darin, durch die Entzündung das Geschoss der Länge nach zusammenzupressen, anstatt es auszudehnen. Das Kompressionsgeschoss hat eine schwere Geschossspitze, ist relativ lang und hat zwei bis drei tiefe Rillen. Der Druck des abbrennenden Pulvers staucht die Länge des Geschosses, was wiederum zu einer Vergrößerung des Durchmessers bis zur Laufwand führt, wodurch das Geschoss die Züge nimmt.

### Schlösser

Umgang mit dem Ladestock; Abbildung aus einer Dienstvorschrift des 18. Jhdts.: „Exercitium mit dem Ladestock“ aus „Manuale oder Handgriffe der Infanterie“ um 1735

Perkussions-Vorderlader

Die ersten Vorderlader waren kleine gegossene Bronze-Faustbüchsen. Auf einen Stock gesteckt, wurde die Waffe unter einen Arm geklemmt, grob gezielt und mit einer brennenden Lunte, die in einen gespaltenen Stock geklemmt war, gezündet. Die Tannenbergbüchse von 1399 ist ein gutes Beispiel dafür. Der nächste Schritt in der Entwicklung war die Erfindung einer S-förmigen Eisenstange, die durch die Holzstange des Schaftes führte und an deren Ende die Lunte eingeklemmt war. Diese Konstruktion ermöglichte ein erstes präziseres Zielen. Mit der Zeit wanderte das Zündloch auf die rechte Seite der Waffe und wurde mit einem kurzen Hahn, der die Lunte hielt, und einem Abzugsmechanismus kombiniert: Das Luntenschloss war geboren und bis Anfang des 17. Jahrhunderts eine gebräuchliche Form. Um nicht ständig eine brennende Lunte zu benötigen, ersann man eine andere Variante der Zündung: das Radschloss. In der Aussparung einer Pfanne lief ein Reiberad, das mit einem von oben aufgedrückten Pyrit das Pulver entzündete. Ein herkömmliches Feuerzeug (ohne Piezozündung) funktioniert ähnlich und verdeutlicht das Prinzip. Radschlossvorderlader wurden primär für die Kavallerie eingesetzt, der einfache Soldat behielt auf Grund der hohen Kosten für die vergleichsweise komplizierte Mechanik das Luntenschloss. Im 2. Viertel des 16. Jahrhunderts wurde das Schnapphahn-Schloss erfunden, eine frühe Variante des Steinschlosses. In der Weiterentwicklung zum französischen Steinschloss mit kombinierter Batterie und Pfannendeckel in der Mitte des 17. Jahrhunderts setzte es sich bis zum Anfang des 19. Jahrhunderts durch.
1804 wurde das Knallquecksilber erfunden, welches das Zündhütchen für das Perkussionsschloss ermöglichte. Das Steinschloss wurde durch die zuverlässigere Perkussionszündung ersetzt. Ein Hahn schlug auf das Zündhütchen, das auf einem Piston saß und die Pulverladung im Lauf entzündete. Die bauliche Ähnlichkeit zum Steinschloss führte zu einer schnellen Einführung des Perkussionsschlosses, da die Steinschlosswaffen einfach zu aptieren (umzubauen) waren.

## Kanonen

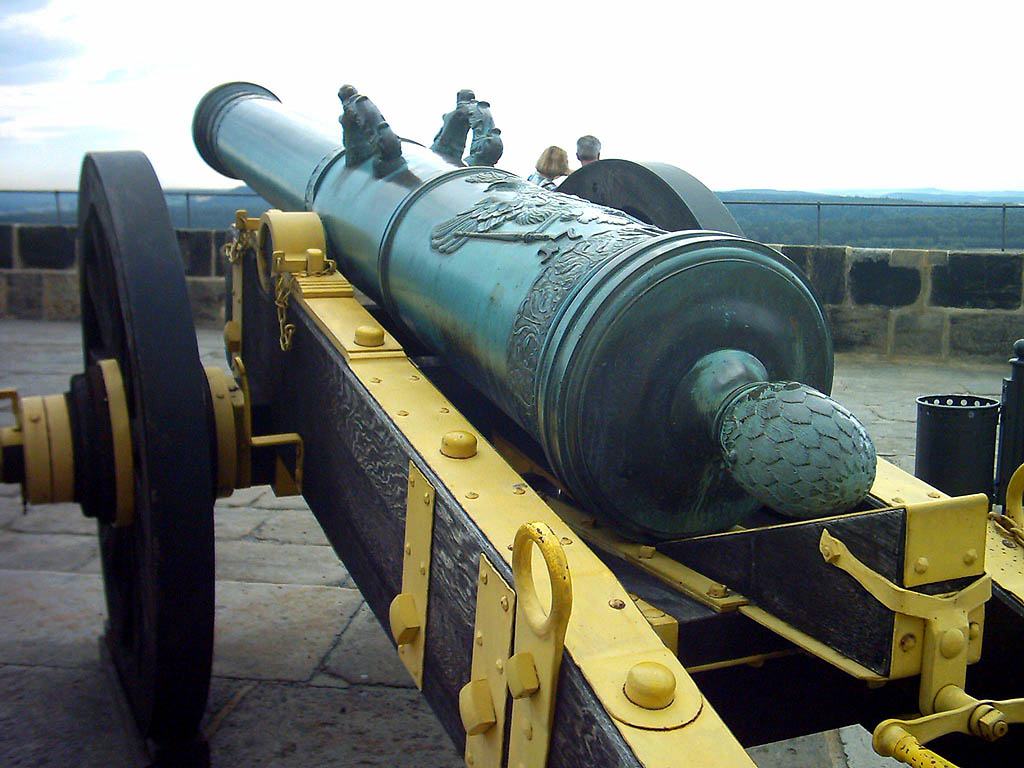
Festung Königstein, Sachsen: Kartaune auf Wandlafette

Die ersten Vorderladerkanonen waren Steinbüchsen – zweigeteilte Büchsen, die eine Pulverkammer und einen Flug hatten. Erst wurde das Schwarzpulver (damals noch Mehlpulver) geladen und dann verdämmt. Anschließend wurde die bis zu 350 kg und mehr wiegende Steinkugel eingesetzt. Diese wiederum wurde mit flachen Keilen und Lehm verpisst und verschoppt – die Zwischenräume zwischen der unebenen, grob behauenen Steinkugel und der Wand des Fluges mussten abgedichtet und die Kugel fixiert werden. Feuerbereit war die Waffe erst, nachdem der Lehm getrocknet war.

So kam man auf gut einen Schuss pro Tag. In der Folge ging man immer mehr von den schwereren schmiedeeisernen Stabringgeschützen zu gegossenen leichteren Bronze-Geschützen über. Die Festungsgeschütze bestanden meist aus dem billigeren Gusseisen, da sie nicht oft bewegt werden mussten; Feldgeschütze wurden wegen ihres zum Transport geringeren Gewichtes jedoch aus Bronze hergestellt. Die Geschütze entstanden in verschiedenen Größen, und es bildete sich immer mehr die Form heraus, welche die Vorderladerkanonen noch drei Jahrhunderte behalten sollten. Es entstanden die Kartaunen. 

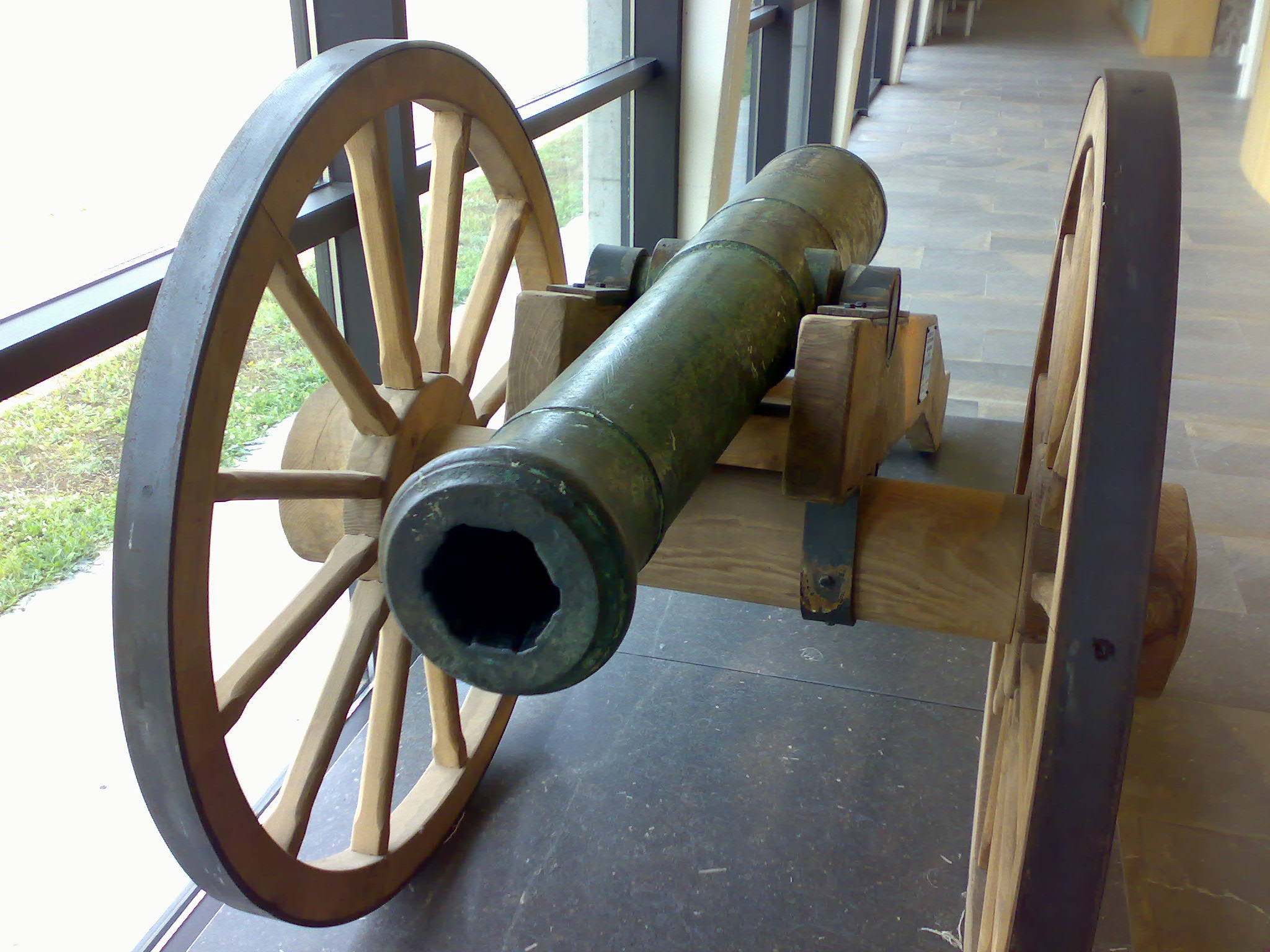
Gezogene Vorderladerkanone von 1866

Später ging man dazu über, die Geschütze mit fertigen Kartuschen zu laden. Dazu wird mit einem Ladestock eine Kartusche in den Lauf gepresst, gefolgt von einem Stopfen, dem Geschoss und einem weiteren Stopfen. Zur Zündvorbereitung wird die Kartusche mit einer Nadel durch das Zündloch am oberen Ende der Kanone durchstochen. Über eine Pulverspur oder eine Lunte wird es gezündet.
Mit Vorderladerkanonen zu schießen, war immer sehr gefährlich. Glimmende Pulverreste im Lauf konnten sich bei dem notwendigen Durchwischen des Rohres nach jedem Schuss entzünden. Schuld daran war der frisch zugeführte Sauerstoff. Das kostete so manchem Kanonier den Arm. Verhindert wurde dies dadurch, dass es Pflicht wurde, nach jedem Schuss zunächst feucht durchzuwischen und erst danach die neue Ladung zu setzen, wobei der Richtschütze mit einem ledernen Daumenschutz das Zündloch zuzuhalten hatte.
Mindestens drei, meist sechs (Doppelbesetzung) oder mehr Personen bedienten im Mittelalter eine schwere Kanone. Der Geschützführer war verantwortlich für die Ausrichtung des Geschützes, der Ladekanonier für das Laden. Der Auswischer reinigte sie nach jedem Schuss mit Wasser und Bürste.
Auch die gegossenen Kanonen konnten keine langen Serien schießen. Die Rohre erhitzten sich so stark, dass die Ladungen schon beim Einführen abzubrennen drohten; die Anzahl der Schüsse, die in einer Stunde abgegeben werden durften, war begrenzt. Im Laufe der Zeit wurde das Material besser, sodass diese Begrenzungen reduziert werden konnten. Die Rohre selbst erfuhren bis zur Einführung des Hinterladers keine bedeutende Entwicklung, lediglich die Zündarten änderten sich. Es wurde häufiger auch ein Steinschloss anstelle der Zündschnur und der Lunte eingesetzt. Mit der Erfindung des Minié-Geschosses kamen auch gezogene Kanonenläufe mit verbesserter Genauigkeit auf. Die Langgeschosse erhielten kleine Warzen, die beim Laden auch der Führung der Züge folgten. Beim Schuss war die Flugbahn entsprechend stabil und die schweren Geschosse zeigten auch auf Befestigungen eine stärkere Wirkung, als Explosivgeschoss waren sie verheerend. Im Schiffbau führte das zur Entwicklung der Stahlpanzerung der Holzschiffe und dem schnellen Niedergang der Segelkriegsschiffe.

## Sport

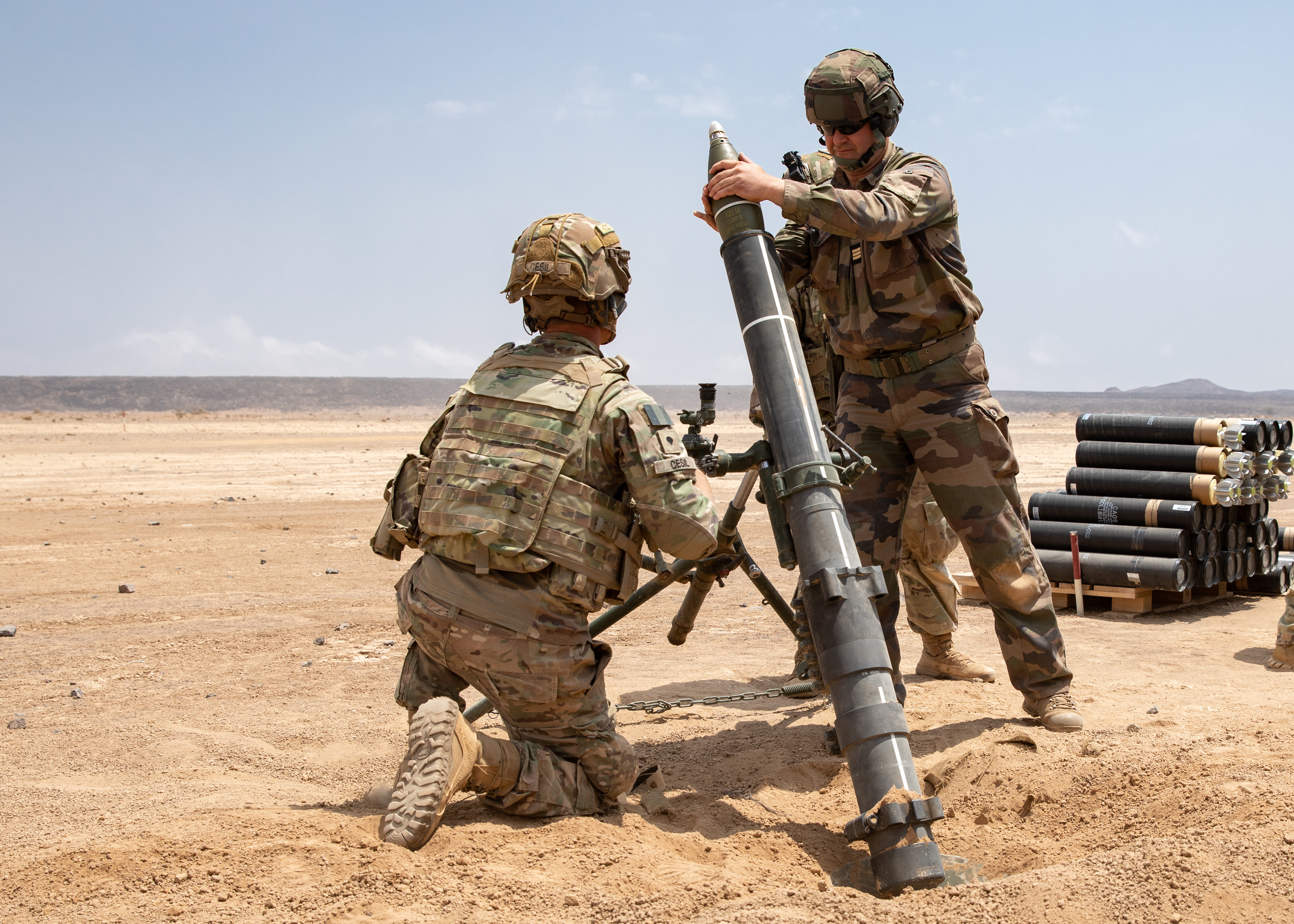
120-mm-Mörser M120

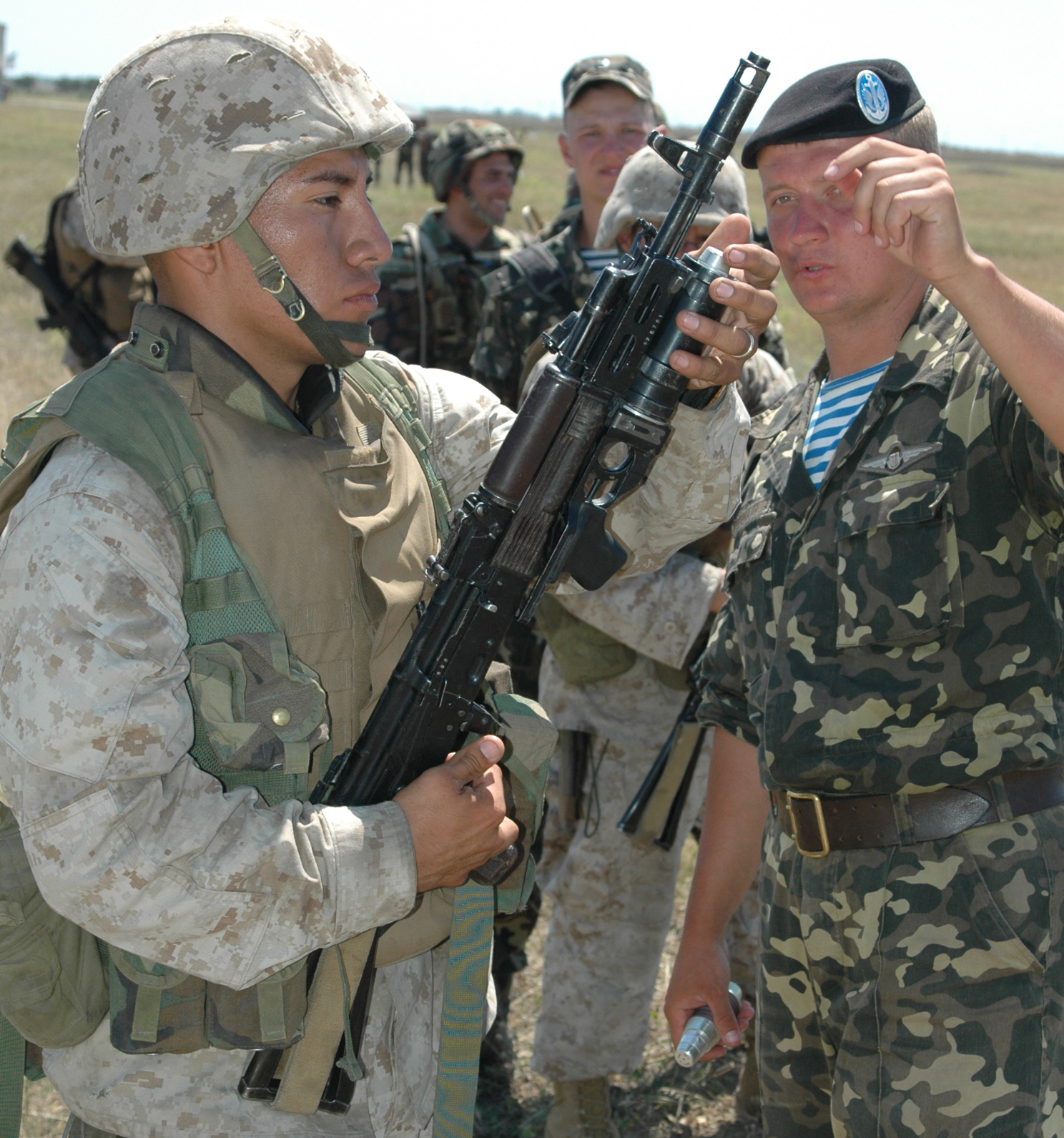
Unterlaufgranatwerfer GP-30

Vorderlader werden heutzutage in erster Linie sportlich oder in Traditionsvereinen geschossen. Militärisch ist der Vorderlader technisch völlig überholt, da die Ladegeschwindigkeit zu gering ist und ab einer bestimmten Kalibergröße der Ladevorgang nur noch mit einem nicht vertretbaren Aufwand durchgeführt werden kann (zum Beispiel bei Schiffsgeschützen mit einem Kaliber von 400 mm). Einige Waffen wie Mörser und die russischen Anbaugranatwerfer GP-30 sind noch militärisch eingesetzte Vorderlader.
An Genauigkeit sind Schwarzpulverwaffen den Patronenwaffen mit Nitrotreibmitteln durchaus ebenbürtig, wenn sie auch, bedingt durch die geringere Leistung des Schwarzpulvers, üblicherweise auf kürzere Distanzen geschossen werden. Allerdings werden auch heute noch in England Vorderlader-Disziplinen mit Entfernungen von 900 Yards geschossen, das sind ca. 820 Meter. Der BDS schießt in Ulfborg, Dänemark die 400-m- und 600-m-Disziplin mit Vorderladern und Schwarzpulverpatronenmunition.
Eine besondere Schwierigkeit beim Schießen der Vorderlader mit Steinschlosszündung ist die Unsicherheit einer ausreichenden Funkenbildung, die durchaus zu Zündverzögerungen bis zu Zündversagen führen kann. Dies hat dann natürlich erhebliche Auswirkung auf die Präzision des Schusses.
Gerade diese Eigenheiten machen den Reiz des Vorderladers als Sportwaffe aus. In Deutschland wird diese Form des Schießsportes und Variante der Brauchtumspflege (z. B. auch Böllerschießen) beispielsweise von der Schwarzpulverinitiative vertreten. Vor allem in den großen Verbänden wie dem DSB und dem Bund Deutscher Sportschützen gibt es Disziplinen für Vorderladerwaffen. Der DSB (Deutscher Schützenbund) ist dem MLAIC (Muzzle Loaders Associations International Committee) angeschlossen und entsendet seine Vorderlader-Nationalmannschaft zu den bereits seit vielen Jahren stattfindenden Europa- und Weltmeisterschaften.